# Lingue semitiche meridionali
Le lingue semitiche meridionali,  o sud semitiche, sono un ramo delle lingue semitiche parlate in Africa nord-orientale e in Asia del sud-ovest. 

## Distribuzione geografica
Le lingue sudarabiche moderne e quella antica sono parlate sulla costa meridionale della penisola arabica, mentre le lingue semitiche dell'Etiopia si trovano sull'altra costa del Mar Rosso, nel Corno d'Africa, soprattutto nelle moderne Etiopia ed Eritrea. Le lingue semitiche etiopi hanno di gran lunga il maggior numero di attuali madrelingua. Le lingue principali dell'Eritrea sono soprattutto il tigrino e il tigré che fanno parte del ceppo settentrionale delle lingue semitiche etiopi, mentre l'amarico, lingua appartenente al ceppo meridionale, è la lingua principale dell'Etiopia (insieme al tigrino, parlato nella provincia settentrionale del Tigray). Le lingue sudarabiche hanno perso importanza, a vantaggio della dominante lingua araba (anch'essa lingua semitica) per più di un millennio.

## Classificazione
Le lingue semitiche meridionali si dividono in due rami indiscussi:
- Occidentali
  - Antica lingua sudarabica – probabilmente estinta, precedentemente creduta essere l'antenata linguistica delle lingue sudarabiche moderne, ora classificate come semitico orientale del sud.
  - Lingue semitiche dell'Etiopia (semitico etiopico) - parlate soprattutto in Etiopia ed Eritrea.
- Orientali
  - Lingue sudarabiche moderne - parlate principalmente da piccole minoranze nella penisola arabica in Yemen ed Oman.

## Storia
La "patria" delle lingue semitiche meridionali è ampiamente dibattuta, ma si crede sia stata nel nord dell'Etiopia e dell'Eritrea o nell'angolo sud-ovest della penisola arabica. La presenza moderna e storica del semitico etiope (e dell'alfabeto ge'ez) in Africa si crede sia stata causata da una migrazione verso sud di popolazioni dello Yemen negli ultimi mille anni. Tale migrazione è una migrazione all' "indietro", in quanto le lingue afro-asiatiche erano probabilmente nate originariamente in Africa e si erano poi trasferite nel Medio Oriente e nella penisola arabica sotto forma di lingua proto-semitica, in quanto tutti i rami principali di questa famiglia si trovano in Africa. Antiche ricerche, come quella di A. Murtonen (1967), e Lionel Bender (1997), che ipotizzavano queste lingue semitiche potessero aver avuto origine in Etiopia, sono state messe in dubbio da più recenti ricerche.